# خلخال (کتاب)
خلخال کتابی نوشتهٔ نیره عطیه نویسندهٔ مصری در سال ۱۹۸۴، و داستان زندگی پنج زن مصری حقیقی از زبان خودشان است.
در خلخال، پنج زن مصری در دههٔ هفتاد میلادی که از طبقه اقتصادی و اجتماعی فرودست و طبقه متوسط هستند سرگذشت خود را برای خواننده روایت می‌کنند. نیره عطیه از خلال این روایت‌ها مجموعه‌ای از باورها، ارزش‌ها و آداب و رسوم و فلکلور زنان مصر را به تصویر می‌کشد. عطیه که خود مصری الاصل است، مقیم آمریکا بوده و در سفری به مصر با این پنج زن در موقعیت‌های مختلف آشنا شده و سرگذشت‌شان را طی دو سال نوشت. در تمام این روایت‌ها موضوع‌های ازدواج، روابط زناشویی، فقر، فرزندان، چند همسری، ختنه زنان، کار و مرگ دیده می‌شود.